# Aggabodhi II
Aggabodhi II (Kuda Akbo) fou rei d'Anuradhapura (Sri Lanka) del 598 al 608. Era nebot i gendre del rei Aggabodhi I, pel qual fou nomenat raja de Malaya Rata vers el 570, càrrec que va exercir fins a la mort del seu oncle, quan el va succeir.
Va seguir la política del seu predecessor. Va construir diversos temples; va reparar la dagoba Thupararaa, una part de la qual s'havia ensorrat poc abans. Els seus ministres seguint el seu exemple van reparar diversos edificis construïts en temps de Dewanampiya Tissa que estaven en males condicions. El rei va afegir dormitoris al temple d'Abhayagiri que va anomenar Dathaggabodhi del nom de la seva reina Datha u d'ell mateix; va ampliar la sala d'almoines del Mahapali on va posar un receptacle de grànit en forma de barca.
Va construir tres tancs d'aigua: Gangatata, Valahassa i Giritata; només el darrer encara està en ús avui dia i es troba a uns 6 km del tanc de Minneriya.
Fou una època en què va florir l'escultura. El llibre xinès Wei-shoo, una història de la dinastia Weu, escrit vers el 590, descriu la tècnica emprada a Ceilan per aquest art.
En aquest temps el rei de Kalinga (a l'actual Orissa) va decidir portar la vida d'un ermità va anar a Ceilan i es va unir al monestir de Jotipala; anava acompanyat de la seva reina i el seu primer ministre que també havien decidit seguir l'exemple; la reina va entrar al convent de Ratana que era administrat per la reina Datha, mentre el ministre va entrar al temple de Vettavasa.
Aggabodhi II va morir després de regnar durant deu anys. El seu germà, que era també el seu porta-espases, Sangha Tissa II, el va succeir.